# 신국민주의
신국민주의(영어: neo-nationalism)는 유럽과 북아메리카에 나타난 현상으로 우익 포퓰리즘, 반세계화, 자연주의, 보호주의, 반이민주의. 반이슬람, 반중국주의 등으로 나뉜다. 2016년에 있었던 도널드 트럼프 대통령 후보의 선거공약에서 자주 등장했으며, 영국의 브렉시트에서도 등장했다.
이것은 세계화로 국가 정체성이 약화되면서, 문화 정체성에 집착하는 것으로도 정의되었다. 세계화를 싫어하는 사람들을 중심으로 과거에 대한 회귀로 민족에 대한 일체감을 더욱 강조하게 된다는 것이다.
보리스 옐친의 후임으로 러시아의 대통령이 된 블라디미르 푸틴은 러시아의 정체성과 강한 국가 달성을 위해, 나폴레옹 보나파르트의 이미지처럼 행동하였다. 특히, 스탈린의 정책을 복원하고, 제정 러시아 시대 왕제의 모습을 보이는 것은 그가 신국민주의적 행태를 보인 것이다.

## 같이 보기
- 대안우파
- 반세계화 운동
- 기독교 우파
- 민족주의
- 극우
- 비자유 민주주의
- 국민보수주의
- 신보수주의
- 일본회의
- 고보수주의
- 범국민주의
- 우익 포퓰리즘
- 트럼프주의
- 국수주의